# TVパトロール
『TVパトロール』（フィリピン語: TV Patrol） は、1987年3月2日からフィリピンのABS-CBNで放送されている報道番組である。

## 出演者

### 平日
- ノリ・デ・カストロ (1987-2001; 2010-現在）
- ベルナデット・セムブラノ (2015-現在）
- テッド・ファイロン (2004-現在）

### 週末
- アルヴィン・エルチコ (2011-現在）
- ゼン・ヘルナンデス (2016-現在）